# Amina bint Wahb

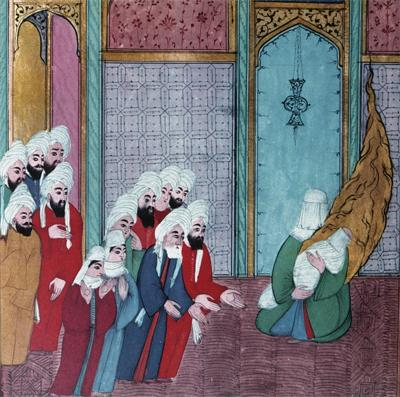
Mahoma en brazos de su madre (ambos velados) en una miniatura turca.

Ámina bint Wahb (en árabe, امنة بنت وهب, Āmina bint Wahb) (La Meca, 549 – Al-Abwa, c. 576) fue la madre de Mahoma, hija de Wahb ibn Abd Manaf, del clan Banu Zuhra de la tribu de Quraish descendiente de Abraham, a través de su hijo Ismael, y de Barra bint Abd al-Uzza, del clan Abd ad-Dar.
Finalmente, ella se casó con Abd Allah ibn Abd al-Muttalib.
Se dice que una luz brillaba en su frente y que esta luz fue la promesa de tener un Profeta como descendiente. Innumerables mujeres árabes se acercaron a Abd Allah para que se casara con ellas y tener el honor de darle descendencia. Sin embargo, los musulmanes creen que Alá dictaminó que esta luz sería transferida hacia Abd Allah a través de Ámina después de su matrimonio.
El padre de Abd Allah fue el custodio de la Sagrada Kaaba en La Meca. Poco después de su matrimonio, Abd Allah viajaría a Siria en una caravana comercial. Cuando se fue, Ámina estaba en estado. Sin embargo, Abd Allah enfermó y falleció antes de regresar a La Meca y a su hogar donde le esperaba su esposa embarazada. A raíz de su muerte, Ámina padeció una depresión de la que nunca se recuperaría.

## Nacimiento de Mahoma
Dos meses después de la muerte de Abd Allah, nació Mahoma. Como era tradición en todas las grandes familias de la Arabia preislámica, Ámina envió a Mahoma al desierto siendo un bebé. Por esa época se creía que en el desierto se aprendía la autodisciplina, nobleza y libertad. Esto le ofreció a Mahoma la oportunidad de aprender el árabe y las tradiciones árabes. Durante este tiempo, Mahoma fue cuidado por Halimah bint Abi Dhuayb, una beduina pobre de la tribu Banu Sa'ad, que estaría a su lado durante su infancia en el desierto.
Cuando Mahoma cumplió los 5 años, volvió con Ámina. Después de reunirse con su hijo, Ámina lo llevó a Medina junto a su familia y presentarlo en sociedad. Después de haber recorrido tan solo 23 km de La Meca a Medina, Ámina se puso enferma y, finalmente, falleció siendo enterrada en el pueblo de Abwa. 
En 1998 los saudíes presuntamente arrasaron y vertieron gasolina sobre la tumba de Ámina bint Wahb, la madre del Profeta Mahoma, causando resentimiento en todo el mundo musulmán (ver Destrucción de patrimonio islámico en Arabia Saudí).